# عمان مول
عمان مول هو سوق واسع وكبير يقع في العاصمة عمان في شارع المدينة المنورة ويحتوي على العديد من محلات الملابس. كما يحتوي على الكثير من المطاعم ويحتوي على مدينة ملاهي مغلقة وهي أكبر مدينة ملاهي مغلقة في الأردن وهي دريم بارك.